# Daniel Deußer
Daniel Deußer est un cavalier allemand de concours de saut d'obstacles (CSO).

## Biographie
Daniel Deußer apprend à monter à cheval durant l'enfance. Ses parents l'on toujours soutenu dans ses activités sportives et il a par ailleurs essayé différents sports, dont le BMX où il est parvenu au niveau de la sélection en championnat régional.
Il décide de faire carrière dans l'équitation sportive à l'âge de 19 ans, et est alors repéré par Siegfried Herröder. Ce dernier le recommande à Franke Sloothaak, qui recherche un nouveau cavalier pour ses écuries. Daniel Deußer devient un cavalier de saut d'obstacles membre de l'équipe nationale allemande.
Il rejoint quelques années plus tard les écuries de Jan Tops, soit entre 2006 et 2012, et concourt alors avec deux montures : une pour les Grands Prix et une pour les épreuves de vitesse.
Il mesure 1,90 m, et est surnommé « Double D ».

## Palmarès
Il termine 4e du championnat d'Europe des jeunes cavaliers de 2002.
En 2007, il termine second de la Coupe du monde de saut d'obstacles 2006-2007, avec Air Jordan.
Il remporte l’argent avec l'équipe allemande aux championnats d'Europe de Saut d'obstacles 2013 à Herning. Il gagne ensuite la finale de la coupe du monde de saut d'obstacles 2013-2014 avec Cornet d'Amour.
Il est le premier au classement mondial WBFSH en saut d'obstacles en décembre 2017.[réf. nécessaire]
En 2021 et 2022, il décroche successivement le Grand Prix d'Aix la Chapelle et celui de Calgary, deux des concours de saut d'obstacles les plus prestigieux du calendrier.

## Chevaux
Ses deux chevaux de tête ont longtemps été Cornet d'Amour et First Class van Eeckelghem. En 2023, ce sont Killer Queen VDM, Scuderia 1918 Tobago et Bingo Sainte Hermelle.

Chevaux montés par Daniel Deußer
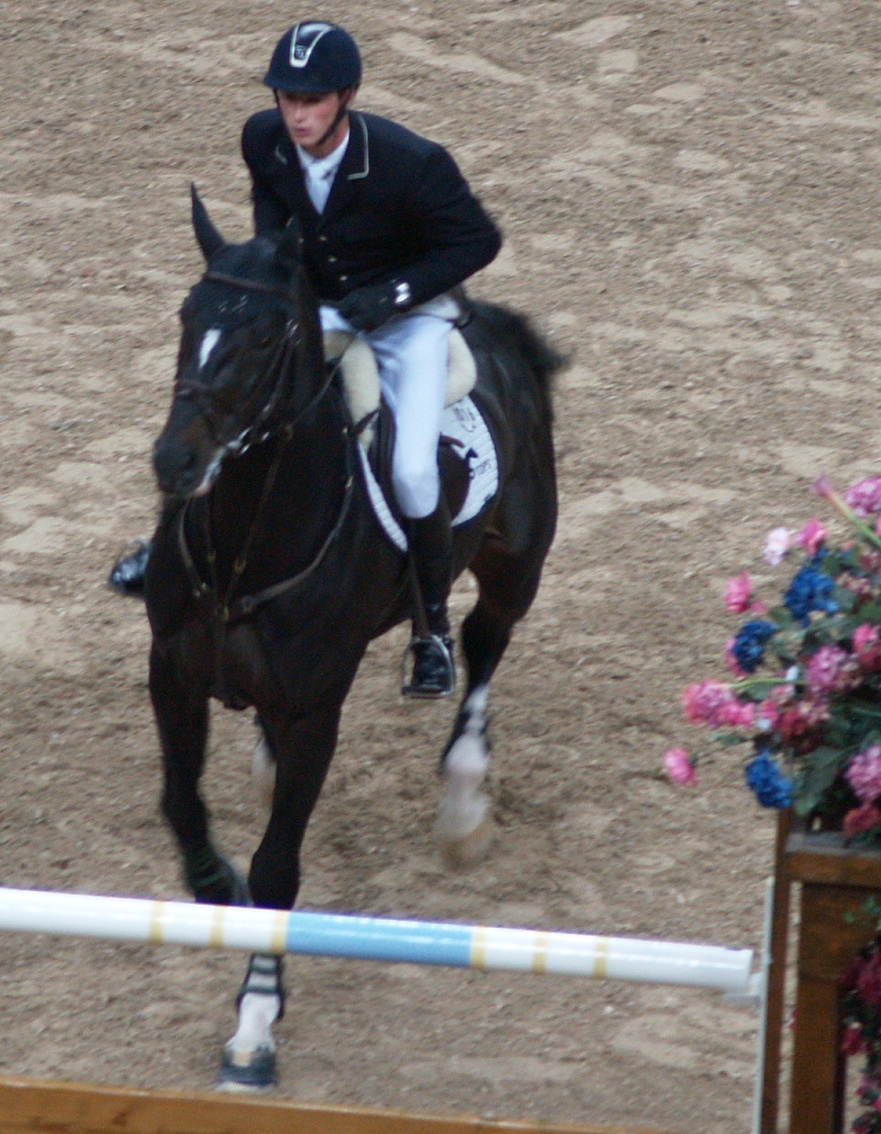
Air Jordan
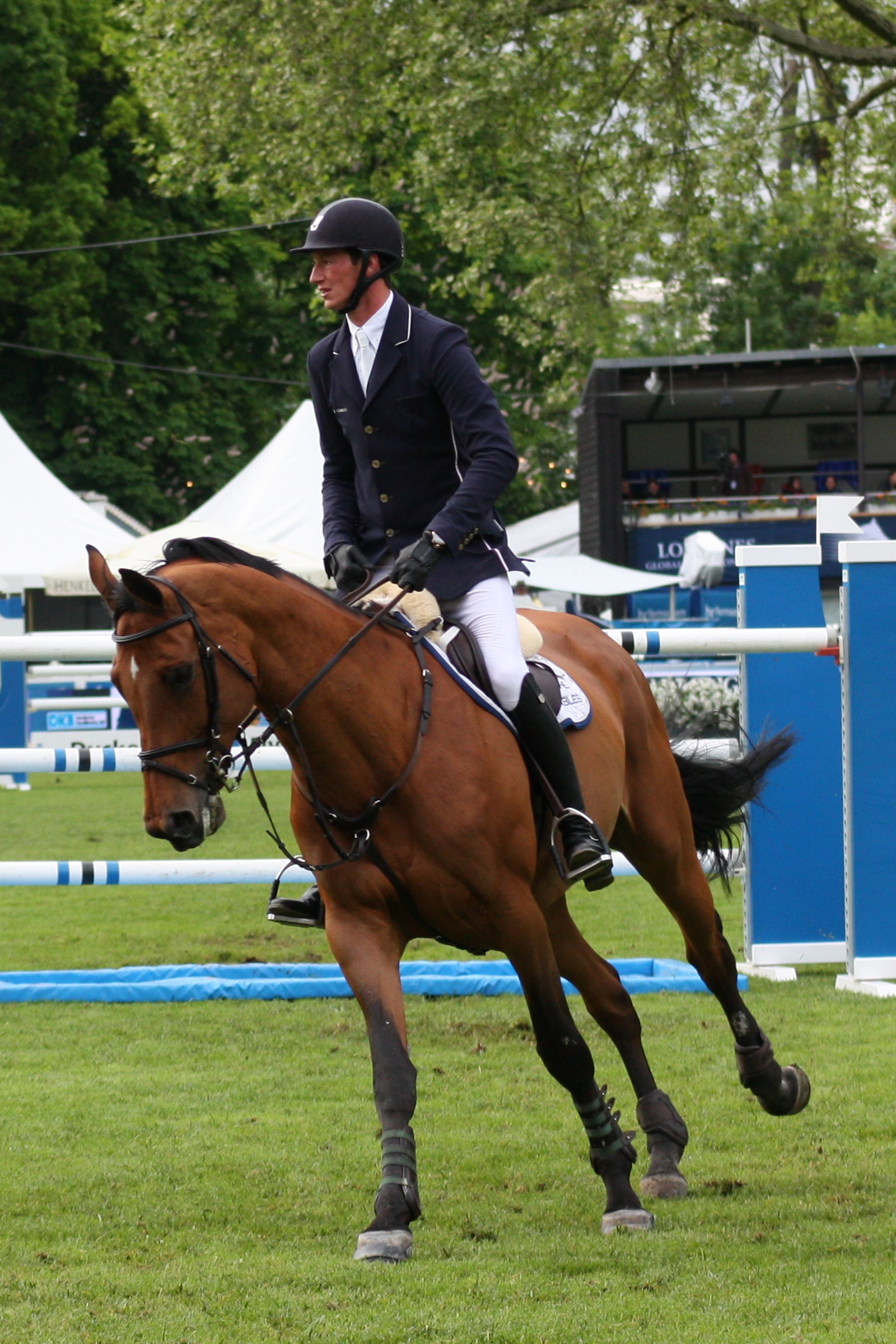
Evita Van de Veldalie
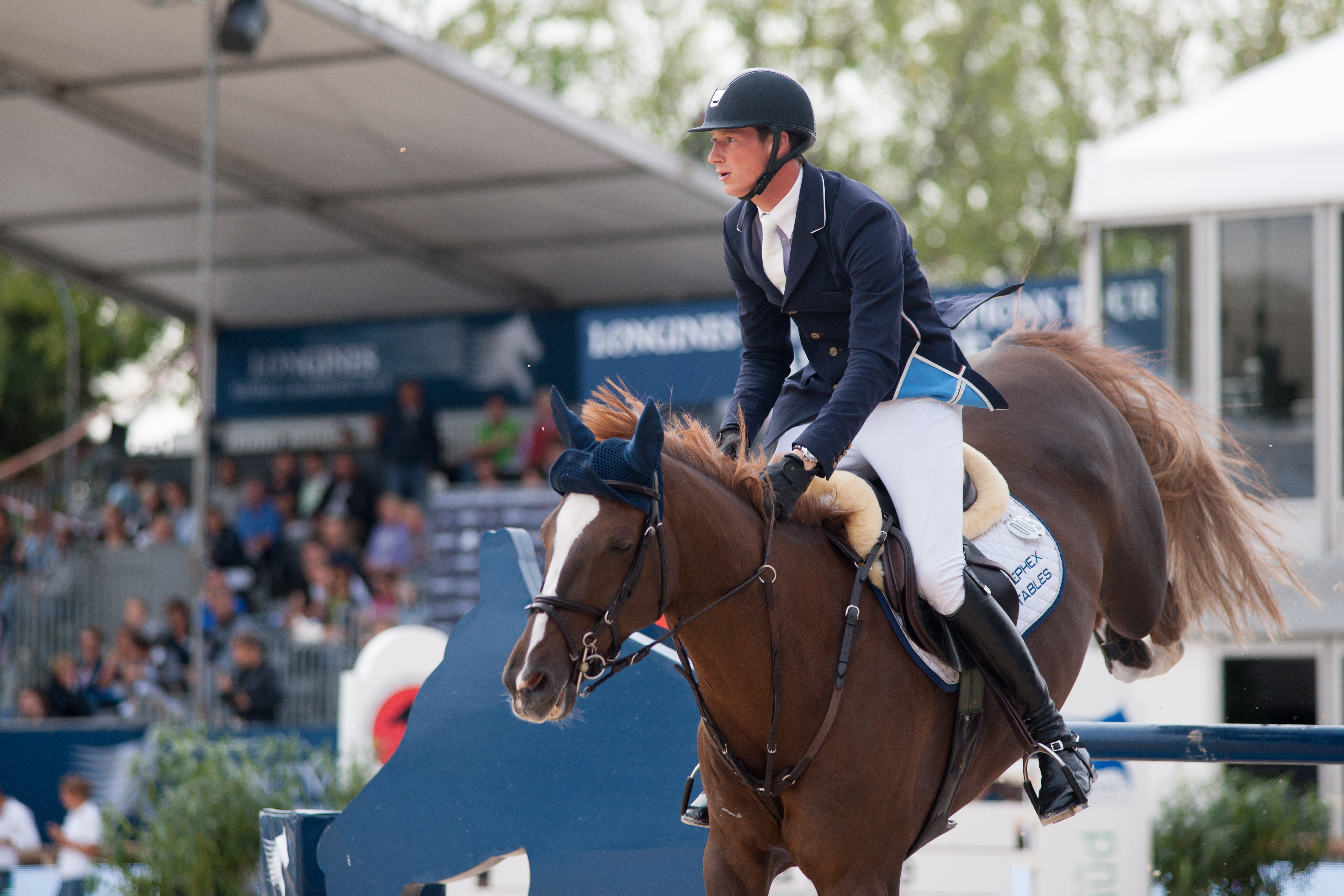
Mouse
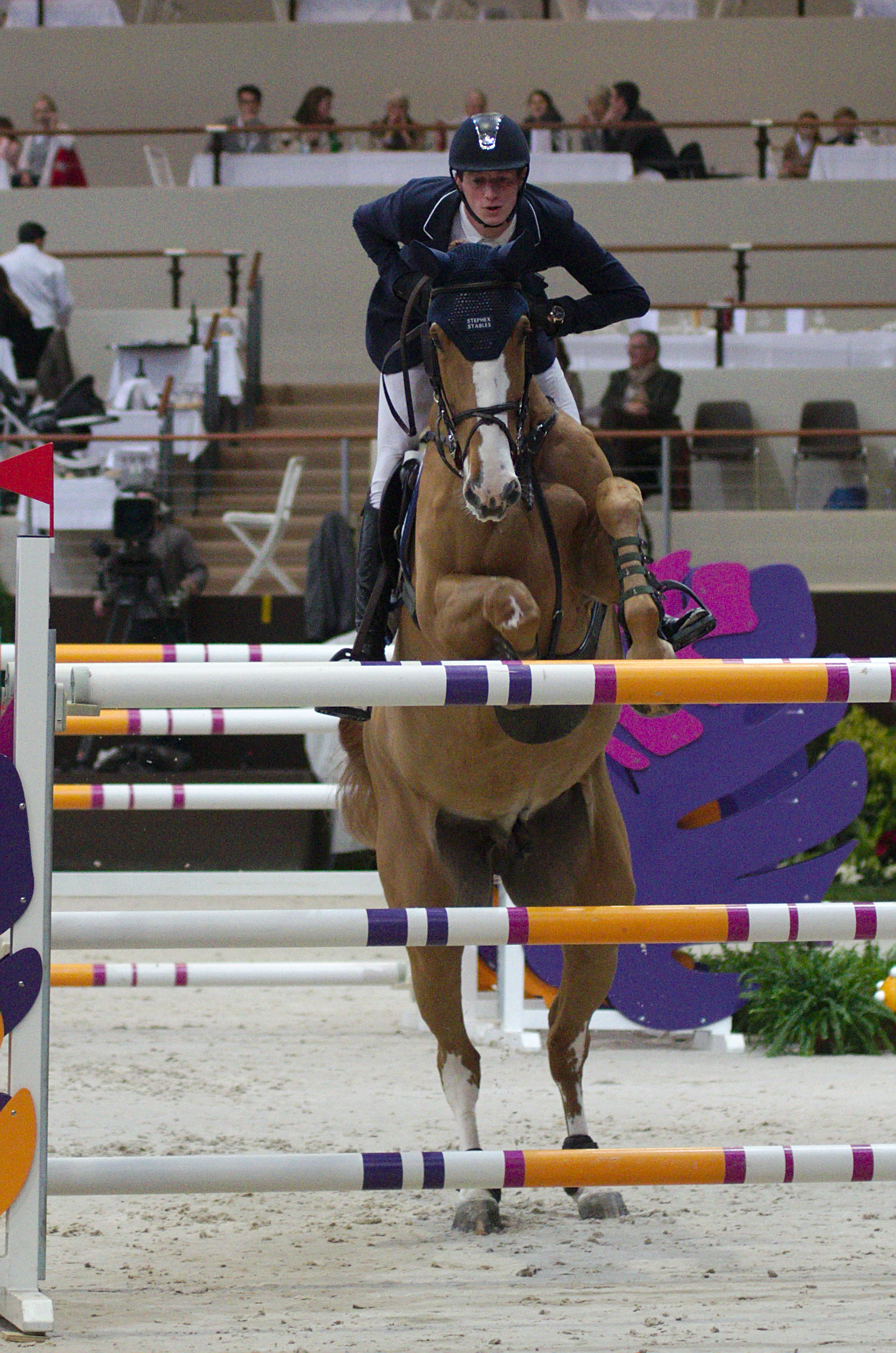
First Class Van Eeckelghem
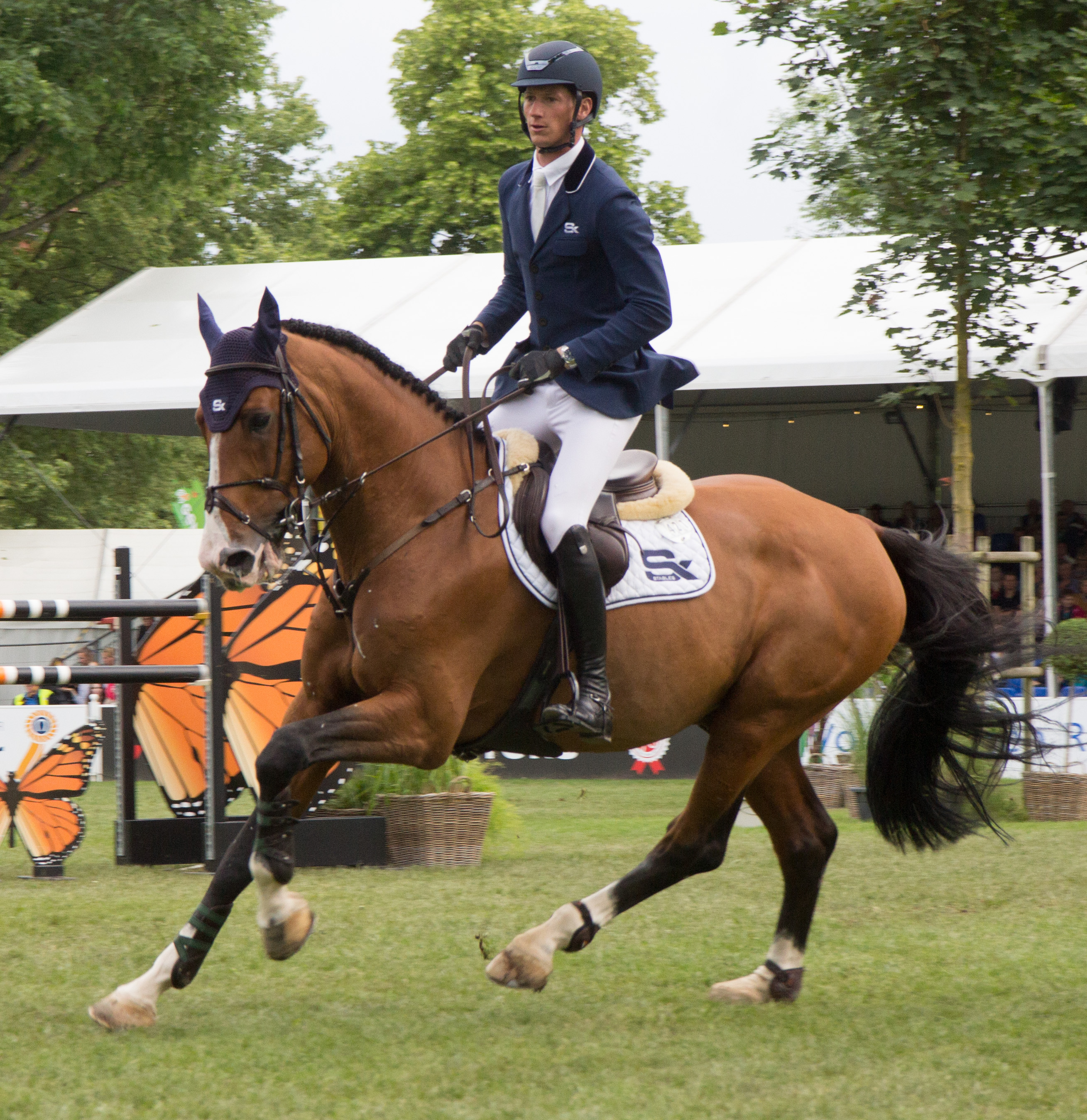
Cassini Bay
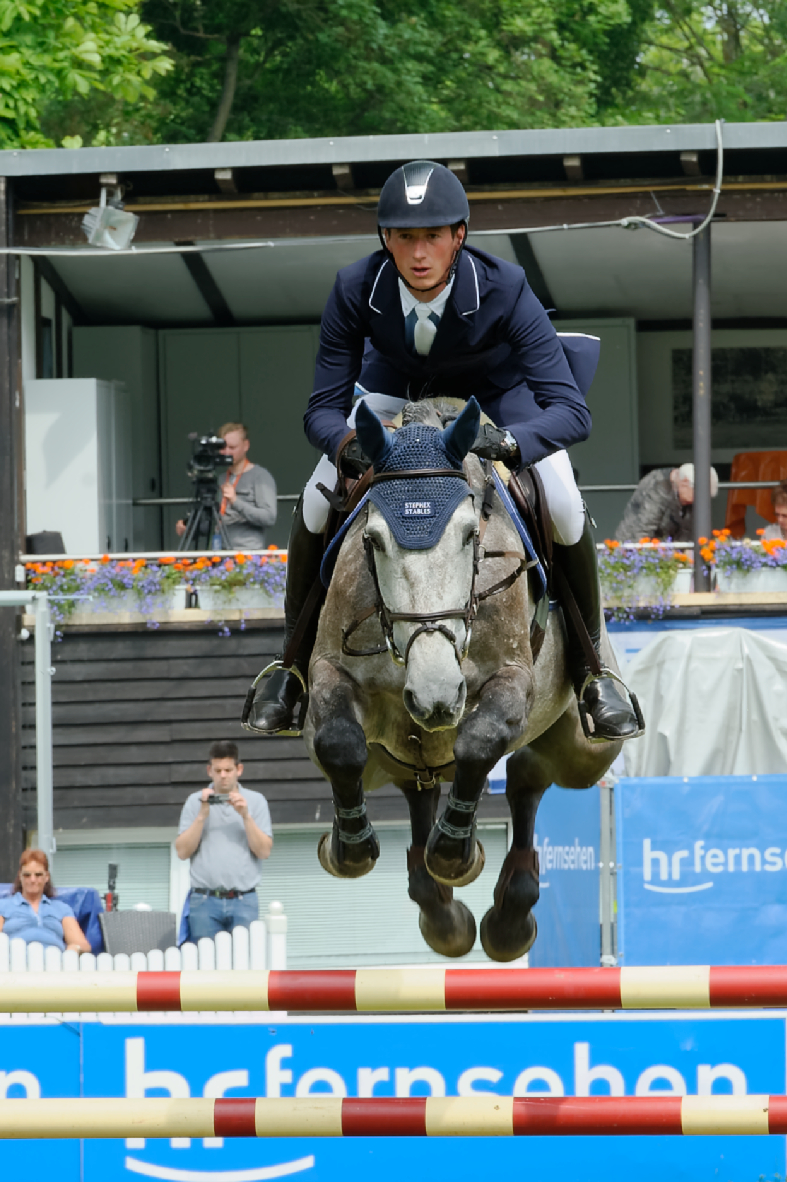
Irenice Horta
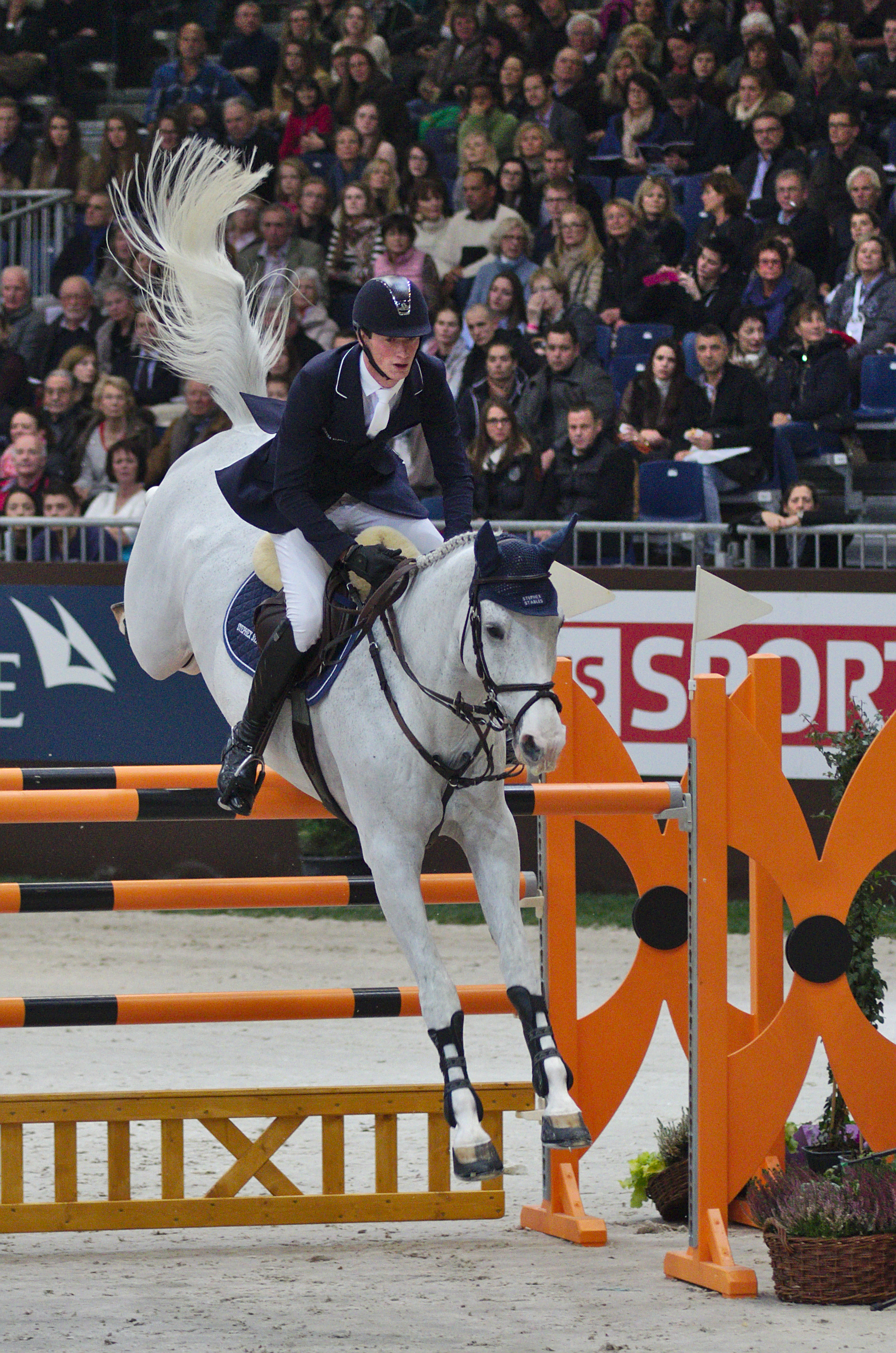
Cornet d'Amour
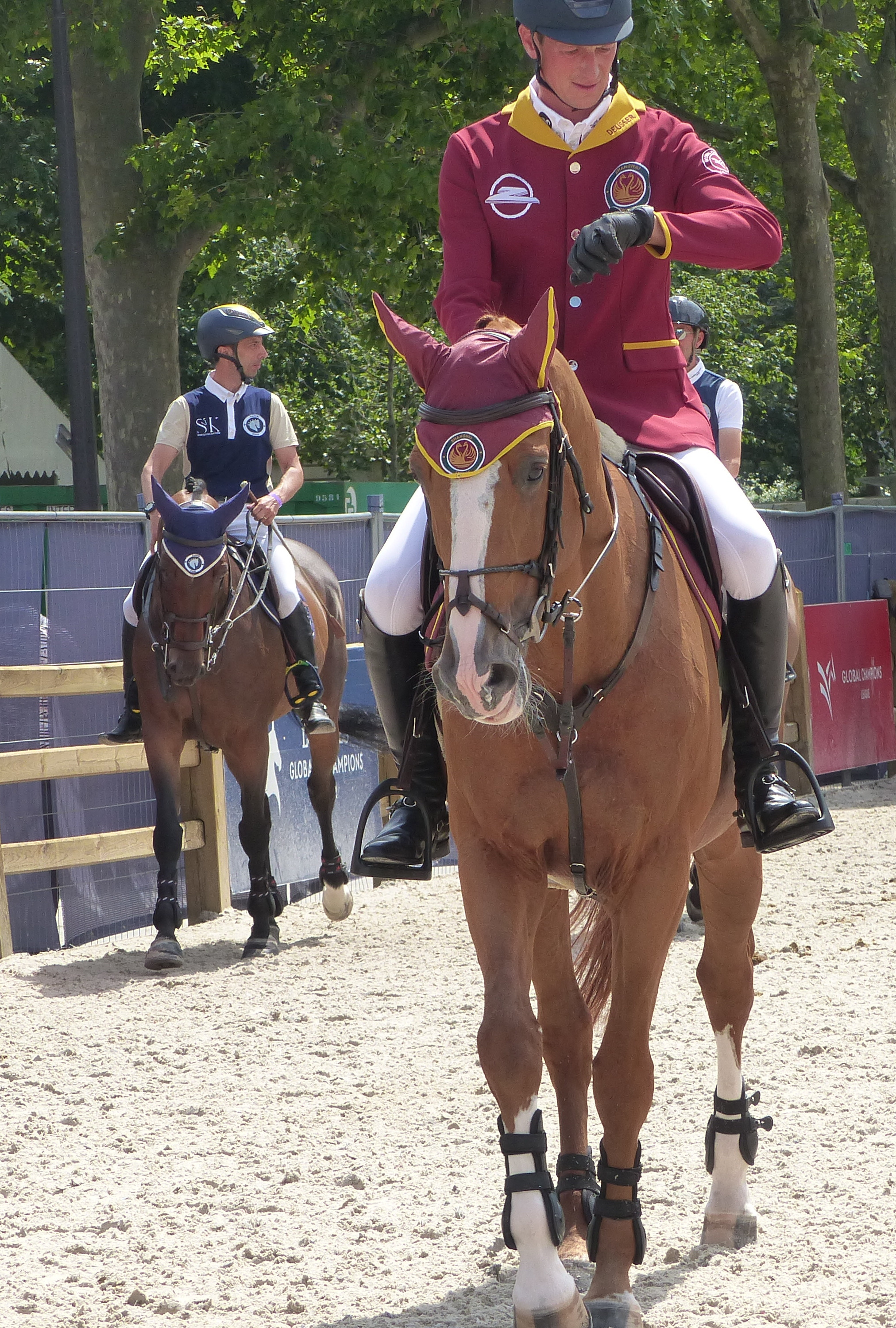
Bingo Sainte Hermelle